# Milan Malatinský
Milan Malatinský (8. února 1970 Trnava – 15. května 2018 Břeclav) byl slovenský fotbalový záložník a později trenér. Fotbalový trenér Anton Malatinský byl jeho strýcem.

## Fotbalová kariéra
V československé lize hrál za Spartak Trnava a Duklu Banská Bystrica. Nastoupil ve 125 ligových utkáních a dal 16 gólů. Ve slovenské lize hrál za FC Spartak Trnava, Inter Bratislava a FK Dukla Banská Bystrica. Nastoupil ve 144 ligových utkáních a dal 18 gólů. Za slovenskou reprezentaci nastoupil ve 2 utkáních. V roce 1989 se zúčastnil mistrovství světa do 20 let. Mistr Československa žáků 1983 a dorostu 1987.

## Ligová bilance
| Ročník                                   | Zápasy | Góly | Klub                     |
| ---------------------------------------- | ------ | ---- | ------------------------ |
| 1. československá fotbalová liga 1987/88 | 4      | 0    | Spartak Trnava           |
| 1. československá fotbalová liga 1988/89 | 21     | 4    | Spartak Trnava           |
| 1. československá fotbalová liga 1989/90 | 25     | 1    | Spartak Trnava           |
| 1. československá fotbalová liga 1990/91 | 26     | 7    | Dukla Banská Bystrica    |
| 1. československá fotbalová liga 1991/92 | 12     | 0    | Dukla Banská Bystrica    |
| 1. československá fotbalová liga 1991/92 | 13     | 0    | Spartak Trnava           |
| 1. československá fotbalová liga 1992/93 | 24     | 4    | Spartak Trnava           |
| Mars superliga 1993/94                   | 29     | 5    | Spartak Trnava           |
| Mars superliga 1994/95                   | 13     | 1    | Spartak Trnava           |
| Mars superliga 1994/95                   | 13     | 3    | FK Inter Bratislava      |
| Mars superliga 1995/96                   | 17     | 0    | FK Inter Bratislava      |
| Mars superliga 1996/97                   | 19     | 3    | FK Inter Bratislava      |
| Mars superliga 1997/98                   | 20     | 2    | FK Dukla Banská Bystrica |
| Mars superliga 1998/99                   | 27     | 4    | FK Dukla Banská Bystrica |
| Mars superliga 1999/00                   | 6      | 0    | FK Dukla Banská Bystrica |
| CELKEM                                   | 269    | 34   |                          |

## Trenérská kariéra
Po skončení aktivní kariéry působil jako trenér FC Spartak Trnava a slovenských mládežnických reprezentací.